# Exploratório - Centro Ciência Viva de Coimbra
O Exploratório - Centro Ciência Viva de Coimbra é um espaço de promoção da ciência e da cultura científica localizado em Coimbra, em Portugal.
Instalado num complexo de 2500 m2, o Exploratório Centro Ciência Viva de Coimbra assume-se como uma entidade de promoção de cultura científica para a Região Centro. Com duas décadas de existência foi, em 1995, o primeiro centro de ciência a ser criado em Portugal. Em 1998 foi integrado na rede de centros Ciência Viva e, em 2000, reconhecido como de Utilidade pública. Conta com associados estruturantes, tais como a Universidade de Coimbra, a Câmara Municipal de Coimbra, o Instituto Politécnico de Coimbra e a Fundação Bissaya Barreto.
Em 2018 recebeu o Prémio Ecsite Mariano Gago.

## O edifício
Depois de ter passado pela Casa Municipal da Cultura, em instalações provisórias, o centro beneficiou de um edifício definitivo, erguido em 2008, na margem esquerda do Mondego. Já em 2015 foi inaugurado o novo edifício do Exploratório, que conta com o Hemispherium, uma sala de cinema com um tecto em forma de cúpula com uma programação que inclui diversos filmes projectados a 360º. Actualmente o centro está instalado num complexo de 2500 m2 divididos em duas alas em pleno funcionamento.

## Exposições
O Exploratório conta com várias exposições em funcionamento. A principal exposição do centro, Em Forma com a Ciência, foi inaugurada em Outubro de 2015 e está instalada no novo edifício. Esta exposição dedicada a temáticas relacionadas com a saúde e bem-estar, está organizada em sete alamedas, correspondentes a cada um dos sistemas do corpo humano, que partem de uma zona central correspondente ao cérebro. Além desta exposição, está ainda patente no centro, até ao final de 2016, a exposição temporária Pordata Viva: O Poder dos Dados. Esta exposição, inaugurada a 24 de Novembro de 2015, no Dia Nacional da Cultura Científica, esteve anteriormente patente no Pavilhão do Conhecimento em Lisboa, e aborda a sociedade portuguesa sob o ponto de vista da estatística.
No Hemispherium a actual programação do Exploratório conta com quatro filmes de projecção hemisférica: A Menina que caminhava ao contrário, A Noite do Vampiro, Selecção Natural e O Universo de Escher.

### Outras actividades
O centro conta com diversos programas de actividades. Entre os programas destinados ao público infantil incluem-se:
- Explorastórias: actividade de exploração científica a partir de histórias infantis
- A ciência não vai de Férias...: programa de actividades científicas para ocupação de pausas lectivas
- Astronomia para Bebés: programa de projecção hemisférica multimédia para bebés e pais
- Festas de aniversário científicas: com uma programação diferente a cada estação do ano

O centro de ciência promove ainda diversas actividades para o público jovem, adulto e sénior que pretende aproximar a comunidade dos investigadores. Incluem-se nos ciclos de conversas com cientistas os seguintes programas:
- Pontos nos iii - Science Beer Talks: sessões de conversa informal entre o público e cientistas de diferentes áreas do saber.
- Com Comentários: sessões onde os cientistas comentam os filmes do Hemispherium
- Conversas não Programadas: sessões de conversa informal sobre temáticas da actualidade
- Exploratório-Consultório: sessões de promoção de saúde e bem-estar